# آلي روي
آلي روي (بالإنجليزية: Alistair Roy)‏ (26 مايو 1997 في المملكة المتحدة - ) هو لاعب كرة قدم بريطاني في مركز الهجوم. لعب مع هارت أوف ميدلوثيان ونادي ستيرلينغشير الشرقية.

## وصلات خارجية
- آلي روي على موقع قاعدة بيانات كرة القدم.إي يو (الإنجليزية)
- آلي روي على موقع Soccerbase.com (لاعب) (الإنجليزية)
- آلي روي على موقع Soccerway.com (الإنجليزية)